# José-Miguel Ullán
José-Miguel Ullán (* 30. Oktober 1944 in Villarino de los Aires, Provinz Salamanca; † 23. Mai 2009 in Madrid) war ein spanischer Dichter, Kunsthistoriker und Journalist.

## Leben
Ullán ließ sich 1959 in Madrid nieder, wo er später ein Studium der Fächer Politikwissenschaften, Sozialwissenschaften und Philosophie absolvierte. Während dieser Zeit begann er Mitte der 1960er Jahre auch mit dem Verfassen seiner ersten radikalen, kompromisslosen Gedichte, die sowohl der Avantgarde als auch der Popkultur zuzurechnen sind, und veröffentlichte 1965 mit El jornal seinen ersten Gedichtband. Im Zuge der franquistischen Diktatur Francisco Francos ging er 1966 ins Exil nach Frankreich, wo er als Direktor für die kastilische Sendungen des zu Office de Radiodiffusion Télévision Française (ORTF) gehörenden Kultursenders France Culture zuständig war. Darüber hinaus gab er zwischen 1968 und 2007 das literaturkritische Magazin Ondulaciones. Poesía reunida heraus und veröffentlichte in den 1970er Jahren auch mehrere weitere Gedichtbände, in den er auch mit Künstlern wie Joan Miró, Antoni Tapies, Eduardo Chillida und Antonio Saura zusammenarbeitete. Zum anderen schrieb er auch Beiträge für Werke von Jacques Dupin.
Nach dem Tode Francos kehrte Ullán 1976 nach Spanien zurück und wurde Mitarbeiter des Verlages Ediciones Rayuela. Daneben arbeitete er als Journalist für verschiedene Tageszeitungen wie El País, aber auch für die öffentlich-rechtliche Rundfunkanstalt Radiotelevisión Española. Des Weiteren war er stellvertretender Chefredakteur der Tageszeitung Diario 16, wo er für die Kulturbeilage Culturas verantwortlich war. Zwischen 1977 und 1978 gab er zudem mehrere kunstkritische Bücher über Maler wie Francisco Peinado, Enrique Brinkmann Parareda und Fernando Zóbel heraus. In den 1990er Jahren erschienen Visto y no visto (1994), Razón de nadie (1994) sowie Ardicia (1995), das er im Madrider Kulturzentrum Residencia de Estudiantes vorstellte. Ferner war er als Herausgeber des beim Verlag Ediciones Cátedra erschienenen Gedichtsammlung.
Ullán verstarb wenige Stunden nach der Beisetzung seines Freundes, des Literaturkritikers Rafael Conte, an den Folgen einer Krebserkrankung.

## Veröffentlichungen
- El jornal, 1965
- Amor peninsular, 1965
- Humano poder, 1966
- Maniluvios, 1972
- Frases, 1975
- Las soledades de Francisco Peinado, 1977
- Abecedario de Brinkmann, 1977
- Acuarelas. Zóbel, 1978
- Soldadesca, 1979
- Manchas nombradas, 1984
- Almario, 1985
- Ardicia, 1994
- Visto y no visto, 1994
- Razón de nadie, 1994
- Tápies, ostinato, 2000
- Ni mu, 2003
- Con todas las letras, 2003
- Amo de llaves, 2004